# Spišská Stará Ves
Spišská Stará Ves (německy Alt(en)dorf) je město na severním Slovensku v okrese Kežmarok v Prešovském kraji. K 31. prosinci  2023 mělo městečko 2178 obyvatel.

## Poloha
Město se nachází v regionu Zamaguří u řeky Dunajec, jež tvoří slovensko-polskou hranici, asi 40 km od Kežmarku. V místní části Lysá nad Dunajcom (připojena 1992) se nachází hraniční přechod.

## Historie
První písemná zmínka o městě pochází z roku 1308.